# Olivier Guichard
Pour les articles homonymes, voir Guichard.
Olivier Guichard, né le 27 juillet 1920 à Néac (Gironde) et mort le 20 janvier 2004 à Paris, est un homme politique français.
« Baron du gaullisme », il est plusieurs fois ministre sous les présidences de Charles de Gaulle, Georges Pompidou et Valéry Giscard d'Estaing (devenant à cette époque « numéro deux du gouvernement ») et, des années 1970 à 1990, est pendant plus de vingt ans président du conseil régional des Pays de la Loire et maire de La Baule.

## Biographie

### Jeunesse et études
Descendant de Louis Guichard (1772-1837), chevalier de l'Empire puis créé baron (titre inachevé), il est le petit-fils de l'homme politique de Gironde Joseph Brisson (1857-1942) et le fils de Louis Guichard, capitaine de corvette et directeur du cabinet de l'amiral Darlan sous le régime de Vichy, de février 1941 à novembre 1942.
Olivier Guichard est élève au lycée Condorcet. Après le baccalauréat il poursuit ses études à l'université de Paris, où il obtient une licence de lettres et une licence de droit. Il est également diplômé de l'École libre des sciences politiques.
À la Libération il s'engage volontairement, à 24 ans, dans l'armée française. Il poursuit la guerre jusqu'à la défaite de l'Allemagne. N'étant pas admis à l'École nationale d'administration, il entame une thèse sur Prosper Mérimée.

### Parcours politique
Dès 1947 il rejoint le mouvement gaulliste. De 1951 à 1958 il est le chef de cabinet du général de Gaulle pendant la « traversée du désert » de ce dernier.
Il devient député de la Loire-Atlantique à l'issue des élections législatives de 1967.
En 1968 il est ministre du Plan et de l'Aménagement du Territoire dans les gouvernements de Georges Pompidou puis de Maurice Couve de Murville. Il prépare à son début le référendum de 1969 sur la régionalisation et la réforme du Sénat, projet repris et développé par le ministre Jean-Marcel Jeanneney et dont le refus par le peuple provoquera la démission de de Gaulle de la présidence de la République.
De 1969 à 1972 il est ministre de l'Éducation nationale dans le gouvernement de Jacques Chaban-Delmas. Il est notamment à l'origine de la création de l'université de technologie de Compiègne. Dès son arrivée au ministère, il rétablit le latin dès la classe de cinquième et la notation sur 20 dans les classes d'examen.
Il devient ministre de l'Équipement et de l'Aménagement du Territoire dans les deux gouvernements de Pierre Messmer, de 1972 à 1974. Il y favorise le développement des autoroutes concédées et la création de la zone industrielle de Fos-sur-Mer. Parallèlement, il impose un coup d'arrêt en 1973 à la construction des grands ensembles des années 1960 par une circulaire, la circulaire Guichard. Olivier Guichard avait auparavant fait un grand discours de politique urbaine à l'Assemblée nationale, où il avait expliqué pourquoi il fallait arrêter de construire des grands ensembles. La circulaire Guichard  de mars 1973 arrête huit opérations gigantesques qui étaient en train d'être construites, et interdit de construire par la suite des grands ensembles trop importants, disproportionnés par rapport à la population de la ville dans laquelle ils sont construits.
Olivier Guichard est ministre de la Justice dans le gouvernement de Raymond Barre en 1976.
Membre du RPR, il fait partie de ceux que l'on appelle les « barons du gaullisme ». Son nom avait été évoqué à plusieurs reprises pour Matignon (cf. infra).

## Débats et controverses
Ministre de l'Aménagement du Territoire, il s'est vu reprocher d'avoir trop fortement favorisé l'aménagement routier aux dépens des transports collectifs. Il aurait également préféré la construction du canal Rhin-Rhône à celle de la ligne à grande vitesse Paris-Lyon, financée par emprunt par la seule capacité financière de la SNCF.
Aux yeux de ses détracteurs, la politique d'aménagement qu'il mena en qualité de président de la région Pays de la Loire a surtout profité à la zone touristique de La Baule, dont il était maire, mais au prix de la destruction des villas de front de mer.
Sa carrière donne le sentiment, sur le plan national en tout cas, d'une succession d'occasions manquées : soutien sans faille à Jacques Chaban-Delmas en 1974 contre Jacques Chirac, « premier-ministrable » en 1972 pour finalement assister à la désignation de Pierre Messmer, impuissance à ramener le RPR dans le giron présidentiel giscardien en 1976 alors qu'il est entré au gouvernement en partie pour cette raison.
Dans ses mémoires la journaliste Catherine Nay explique qu'il fut longtemps privé par le général de Gaulle d'un poste ministériel à cause du veto d'Yvonne de Gaulle. Celle-ci n'appréciait pas la vie privée mouvementée d'Olivier Guichard, qu'elle qualifiait de « noceur ». Il fut en revanche nommé ministre par Georges Pompidou, dont il était proche. Mais, toujours selon Catherine Nay, une brouille entre les deux hommes l'écarta de Matignon, poste pour lequel il était favori en 1973.

## Vie personnelle
Sa première épouse, Suzanne Vincent, qu'il a rencontrée dans la Résistance, est décédée en 1982. Veuf, il épousa en secondes noces le 27 juillet 1990 la journaliste Daisy de Galard (1929-2007), née de Gourcuff.
Il est le père de l'éditrice Malcy Guichard-Ozannat, de Constance (épouse de Ladislas Poniatowski) et d'Aline (épouse de Paul Goldschmidt, homme d'affaires et vigneron).
Il était le cousin de Jean de Brem, journaliste et militant de l'OAS, qui fut abattu par la police en avril 1963.
Il meurt le 20 janvier 2004 dans le 8e arrondissement de Paris, et est inhumé en Gironde.

## Mandats politiques
- Maire de Néac (Gironde) (1962-1971)
- Député de la Loire-Atlantique (1967-1997)
- Conseiller général du canton de Guérande (1970-1982)
- Maire de La Baule-Escoublac (1971-1995)
- Président de la Région Pays de la Loire (1974-1998)
- Ministre de l'Industrie (1967-1968)
- Ministre du Plan et Aménagement du Territoire (1968-1969)
- Ministre de l'Éducation nationale (1969-1972)
- Ministre de l'Équipement-Logement-Tourisme (1972-1974)
- Ministre d'État, chargé de l'Aménagement du Territoire, de l'Équipement et des Transports, (mars-mai 1974[14])
- Ministre d'État, Garde des Sceaux (1976-1977)

## Œuvres
- Aménager la France, 1965
- L'Éducation nouvelle, 1970
- Vivre ensemble, 1976 : rapport Guichard préfigurant les lois de décentralisation de 1982-1983
- Un chemin tranquille, 1975
- Mon Général, 1980
- Du particulier au général, 1999
- Vingt ans en 40 Fayard, 1999

## Citations
- « Une société unie n'est pas une société sans différences, mais une société sans frontières intérieures. » (Un chemin tranquille).

- « On ne se méfie jamais assez de son passé. » (interview parue dans Nouvel Ouest - mars 2000).

## Décorations
- Grand officier de la Légion d'honneur
- Médaille militaire
- Croix de guerre 1939–1945
- Chevalier grand-croix de l'ordre du Mérite de la République italienne‎ [15].

## Dans la fiction
Dans la mini-série De Gaulle, l'éclat et le secret (2020), son rôle est interprété par Stéphane Jobert.